# Justified (telessérie)
Justified é uma série de televisão americana do gênero de ação e drama criada por Graham Yost e baseada no personagem fictício Raylan Givens, interpretado por Timothy Olyphant. A série ocorre na cidade de Lexington e na região montanhosa do leste de Kentucky.

## Sinopse
Marshal Raylan Givens é algo de um estilo do século XIX, homem da lei vivendo em tempos modernos, cuja aplicação da justiça não convencional faz dele um alvo dos criminosos, bem como seus chefes US Marshals Service. Como resultado de sua controversa, mas "justificada" forma de lidar com a máfia, Givens é transferido de Miami para Lexington, Kentucky. A jurisdição do escritório Lexington Marshals inclui Harlan County, onde Raylan cresceu e que ele pensou que tinha escapado para o bem em sua juventude.

## Recepção da crítica
Em sua primeira temporada, Justified teve aclamação por parte da crítica especializada. Com base de 27 avaliações profissionais, alcançou uma pontuação de 80% no Metacritic. Por votos dos usuários do site, atinge uma nota de 9.1, usada para avaliar a recepção do público.

## Transmissão
Justified estreou em 16 de março de 2010, na rede FX. No Brasil e na América Latina, a série é transmitida pelo canal Space. Graças ao sucesso da primeira temporada, a série foi renovada para uma segunda temporada que se inicia do dia 9 de fevereiro de 2011 e em 29 de março de 2011 foi renovada para uma terceira temporada.
Foi confirmado o lançamento da sexta temporada, que será a última.